# Боромлянская волость (Ахтырский уезд)
Боромлянская во́лость — историческая административно-территориальная единица Ахтырского уезда Харьковской губернии с волостным правлением в слободе Боромле.
По состоянию на 1885 год состояла из 7 поселений, 17 сельских общин. Население — 9095 человек (4511 человек мужского пола и 4584 — женского), 1699 дворовых хозяйств.
|                       | Площадь | В том числе пахотной |
| --------------------- | ------- | -------------------- |
| Сельских общин        | 13918   | 10234                |
| Частной собственности | 5988    | 3266                 |
| Другой собственности  | 910     | 288                  |
| В целом               | 20816   | 13788                |

### Основные поселения волости[1]
- Боромля — бывшая государственная слобода при реке Боромле в 37 верстах от уездного города Ахтырки. В слободе волостное правление, 1213 дворов, 5931 житель, 5 православных церквей, часовня, 2 школы, богадельня, больница, почтовая станция, земская станция, 3 постоялых двора, 22 лавки, базар (по понедельникам и четвергам), 4 ярмарки (проводская, семеновская, николаевская и петропавловская), 120 ветряных мельниц, селитровый и винокуренный заводы. В 7 верстах — железнодорожная станция.
- Верхняя Люджа — бывшая государственная деревня, 142 двора, 860 жителей.
- Криничное — бывшее владельческое село при озере Радомле. В селе 131 двор, 760 жителей, православная церковь, земская станцая, селитровый и кирпичный заводы.
- Люджа (Люжа) — бывшее удельное село при реке Людже. В селе 154 двора, 835 жителей, православная церковь, лавка.

### Храмы волости[2]
- Воздвиженская церковь в слободе Боромле (построена в 1851 году[3])
- Рождество-Богородичная церковь в слободе Боромле (построена в 1811 году[3])
- Святотроицкая церковь в слободе Боромле (построена в 1857 году[3])
- Христо-Рождественская церковь в слободе Боромле (построена в 1846 году[3])
- Антониевская церковь в селе Криничном (построена в 1824 году[3])
- Космодемьяновская церковь в селе Людже